# Procnias averano
Procnias averano là một loài chim trong họ Cotingidae.